# Zama Regia
Zama (grec antic: Ζάμα μείζων, 'Zama la major') va ser una ciutat de Numídia situada a cinc dies de viatge al sud-oest de Cartago, segons Polibi i Titus Livi. Va ser una plaça forta que va ser residència del rei Juba I on hi havia portat el seu harem i el seu tresor, perquè era un lloc segur. Es trobava entre Sicca Veneria i Sufetula, i portava el sobrenom de Regia, i a la Taula de Peutinger porta el nom erroni de Zamaregia.
És famosa per la victòria de Publi Corneli Escipió Africà Major sobre Hanníbal el 19 d'octubre del 202 aC que va posar fi a la Segona Guerra Púnica. Vegeu Batalla de Zama.
Estrabó diu que els romans la van destruir i que en el seu temps es trobava en ruïnes, però devia de ser reconstruïda, ja que Plini el Vell l'esmenta com a ciutat lliure. Durant l'Imperi romà s'hi va establir una colònia, fundada per Hadrià, amb el nom de Colonia Aelia Hadriana Zama. Agustí d'Hipona anomena a un bisbe de Zama al segle iii (Marcellus) probablement de Zama Minor, ja que en aquest temps existien les seus de Zama Major i Zama Minor.
Actualment es diu Jama i és a l'oest de Siliana.